# Master of Orion
Master of Orion je první díl série tahových strategických počítačových her typu 4X společnosti MicroProse. Byla vydána v roce 1993.
Hráč začíná s kolonií na jedné planetě; úkolem je kolonizovat další planety, bránit je před nepřáteli a pomocí diplomacie a dobývání opanovat galaxii.

## Popis hry

### Diplomacie a vítězství
Ve hře je kromě hráče volitelný počet (1 až 5) dalších ras. Lze vybírat z deseti ras, z nichž každá má jinou rasovou výhodu (bonus na výzkum, na střelbu, na pozemní útoky, na růst populace apod.)
Hráč s nimi může uzavírat mír či spojenectví, dávat dary, obchodováním zvýšit průmyslovou produkci či vyměňovat technologie.
Pokud jsou již zkolonizovány alespoň dvě třetiny galaxie, každých 25 tahů se sejde Galaktická rada a ze dvou nejmocnějších říší volí Pána Galaxie. Volba je úspěšná, pokud některý z kandidátů získá alespoň dvě třetiny hlasů; zdržení se hlasování se počítá jako hlas proti oběma kandidátům.
Po zvolení Pána Galaxie má hráč možnost odmítnout se podřídit jeho vládě; v takovém případě proti němu vedou příznivci Pána Galaxie válku do úplného vyhlazení.
Hráč může vyhrát hru tím, že se stane Pánem Galaxie, nebo vyhlazením ostatních ras.

### Planety
Každá hvězdná soustava má nejvýše jednu kolonizovatelnou planetu. Existuje šest typů nepřátelského prostředí, například planeta toxická nebo s radiací. Ty lze kolonizovat až po vynalezené potřebné technologie. Dále se planety liší svojí úrodností, minerálním bohatstvím a kapacitou.
Navíc existují artefaktové planety, na kterých lze najít technologie a výzkum na nich prováděný se počítá dvojnásobně. Nejvýznamnější z nich je Orion, na němž lze najít velmi pokročilé technologie a výzkum se čtyřnásobí. Tato planeta je chráněna velmi silnou válečnou lodí. Dobytí Orionu sice není nutná ani postačující podmínka k vítězství, ale ovlivní vztah ostatních mocností k hráči.

### Kolonie
Růst kolonie spočívá ve zvyšování počtu obyvatel, továren a raketových základen. Během hry lze vynalézt technologie, které zvětšují maximální počet továren a obyvatelstva, účinnost raketových základen a efektivitu boje se znečištěním.
Produkci každé kolonie může hráč rozdělit v libovolném poměru mezi pět oblastí:
- Stavba kosmické lodi
- Stavba raketových (obranných) základen
- Stavba továren
- Likvidace znečištění způsobené továrnami
- Výzkum

Každá z těchto pěti možností má přesně definovanou posloupnost akcí. Například body produkce přidělené na raketové základny jdou přednostně na modernizaci těchto základen (pokud je vynalezeno vylepšení, které ještě není v této kolonii postaveno), poté na modernizaci planetárního štítu (opět pokud je vynalezena) a poté na stavbu nových základen.

### Výzkum
Body výzkumu generované všemi koloniemi hráč může libovolně rozdělit mezi šest oblastí. V každé z těchto oblastí má na výběr z několika technologií a jejich vynalezením se otvírá možnost zkoumat další. Těchto šest oblastí se jmenuje:
- Počítače – vynálezy z této oblasti umožňují stavět výkonnější bojové počítače, ECM systémy, detektory nepřátelských lodí a také zvyšují počet továren, které může ovládat jedna jednotka populace
- Konstrukce – pancéřování lodí i pozemních vojáků, schopnost levněji stavět továrny aj.
- Silová pole – štíty lodí i pozemních vojáků
- Planetologie – biologické zbraně, schopnost kolonizovat planety s nepřátelským (např. toxickým) prostředím, zvyšování populační kapacity planet apod.
- Pohon – motory a zvyšování doletu lodí
- Zbraně lodí i pozemních vojáků

### Vesmírné bitvy
Vesmírné bitvy mohou mít mnoho účelů a dopadů, záleží na počtu lodí i jejich typech (např. flotila obsahující pouze paprskové lodě není schopna bombardovat kolonii, nad kterou hlídkuje). Do vesmírné bitvy lze přejít pouze tehdy, když se spolu utkají dvě nepřátelské flotily. Na levé straně se zobrazí složky vaší flotily, na druhé straně složky flotily nepřátelské.
Ve svém tahu může hráč
- pohnout se, případně vystřelit
- scanovat (nutné raketové základny nebo lodě vybavené scannerem)
- stáhnout se (nelze raketovými základnami)
- přepínat mezi raketami a 5-pack raketami (každá má jinou sílu, rychlost a schopnost se trefit, lze využít pouze u raketových základen)

Stažení z bitvy trvá dvě kola. Bitva pokračuje, dokud se všechny lodě jedné flotily nestáhnou nebo nejsou zničeny.
Důsledky bitvy
- prozkoumání systému
- možnost kolonizace
- možnost bombardování kolonie (s šancí jejího zničení, je-li flotila dostatečně silná)

Lodě hlídkující na orbitu napadnou jakoukoli nepřátelskou loď nebo základnu, která bude na dané planetě vytvořena nebo k ní přicestuje.

### Návrh vesmírných lodí
V každém okamžiku smí hráč vlastnit lodě šesti různých typů. Pokud chce vyvinout další typ (například s využitím modernějších technologií), musí vyřadit všechny lodě některého z dosavadních typů.
Existují čtyři možné velikosti lodi, z nichž každá má oproti předchozí zhruba šestinásobnou cenu, počet hit-points i prostor. Hráč je při tvorbě nového typu omezen prostorem, takže může například vybavit loď silnými motory, odolným trupem nebo přídavnými nádržemi na úkor zbraní, které loď unese.
Prostor může hráč vyplnit osmi typy vybavení; u každého z nich může zvolit různě kvalitní a objemné možnosti:
1. Bojový počítač, který ovlivní pravděpodobnost zásahu nepřítele paprskovou zbraní
2. Štíty, které sníží poškození při zásahu
3. ECM systém, který snižuje pravděpodobnost zásahu raketou
4. Pancéřování, které určuje, kolik poškození loď vydrží
5. Motory, které určují rychlost mezihvězdných letů a také maximální manévrovatelnost
6. Manévrovatelnost, která ovlivňuje pohyblivost při boji a obtížnost zásahu
7. Zbraňové systémy, které mohou být čtyř typů:
  - paprskové zbraně pro boj na krátkou vzdálenost
  - rakety pro boj na větší vzdálenost
  - bomby účinné jen proti cílům na povrchu planety, především raketovým základnám
  - biologické zbraně, které zničí populaci planety, ale ne továrny. Jejich použití může vyvolat mezinárodní odsouzení.
8. Speciální systémy, z nichž některé umožňují zakládat kolonie, jiné brání proti raketám, zvyšují manévrovatelnost, opravují loď při bitvě, sdělí zbraně umístěné na nepřátelské lodi atd.

### Náhodné události
Čas od času dojde k náhodných událostem. Některou kolonii například zachvátí mor a hubí její obyvatele, dokud tato kolonie neinvestuje daný počet bodů výzkumu do hledání léčby. Nebo do galaxie doputuje mocná krystalická bytost a ničí kolonie, dokud není zničena.